# Veliko plavetnilo (1988.)
Veliko plavetnilo, (fran. Le Grand Bleu), je francuski film iz 1988. redatelja 
Luca Bessona. 

## Radnja
Film govori o životu poznatih ronioca Jacquesa Mayola i Enza Maiorce.

## O filmu
Veliko plavetnilo je Bessonov prvi film na engleskom jeziku.

## Glazba
- Skladatelj: Eric Serra

| 1. The Big Blue Overture 2. Deep Blue Dream 3. Sailing To Death 4. Rescue In A Wreck 5. La Raya 6. Huacracocha 7. Water Works 8. Between The Sky-Scrapers 9. Remembering A Heartbeat 10. Spaghetti Del Mare | 11. Let Them Try 12. Synchronised Instant 13. Homo Delphinus 14. The Monastery Of Amorgos 15. Much Better Down There 16. Cruise Of The Dolphin T. 17. Second Dive 18. Leaving The World Behind 19. My Lady Blue |

## Uloge (izbor)
- Rosanna Arquette - Johana Baker
- Jean-Marc Barr - Jacques Mayol
- Jean Reno - Enzo Molinari
- Paul Shenar - Dr. Laurence
- Sergio Castellitto - Novelli
- Jean Bouise - Uncle Louis

## Vanjske poveznice
- Veliko plavetnilo u internetskoj bazi filmova IMDb-a